# ROC Ter AA
Ter AA is het regionaal opleidingencentrum voor beroepsonderwijs en educatie voor de regio Helmond - Peelland.

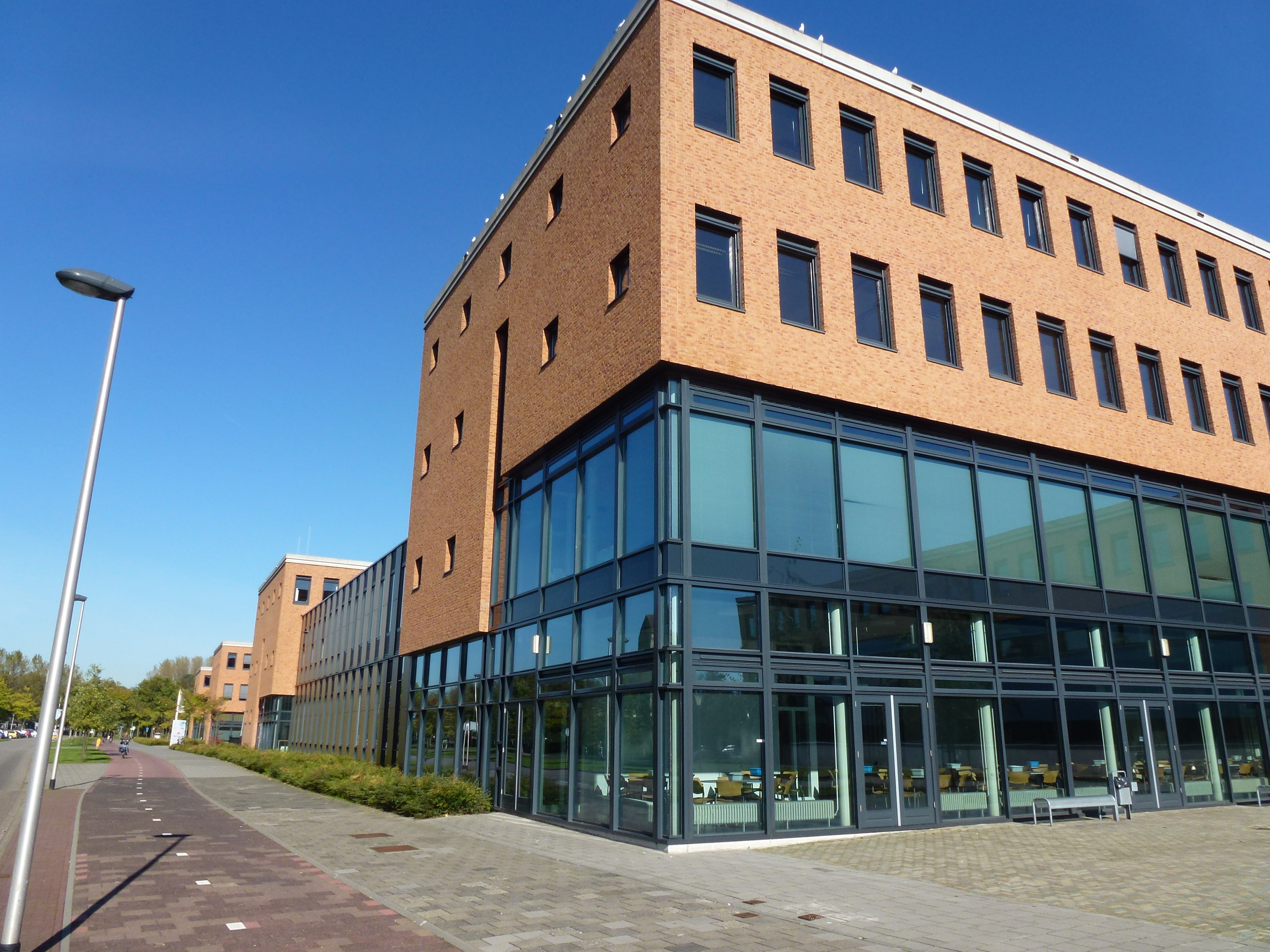
Ter AA locatie Keizerin Marialaan in Helmond

Het instituut verzorgt middelbare beroepsopleidingen en cursussen voor jongeren en volwassenen, maar biedt daarnaast ook opleidingen en maatwerktrajecten voor bedrijven, instellingen en gemeenten.
Ter AA heeft zijn hoofdvestiging in Helmond, heeft nevenlocaties in Helmond, Deurne, Nuenen en Gemert en uitvoeringslocaties in Someren, Asten, Laarbeek en Geldrop-Mierlo. Met ruim 5000 studenten en cursisten, 230 opleidingen en cursussen en ruim 400 medewerkers is Ter AA de grootste onderwijsaanbieder in de regio Helmond.